# Mistrovství Evropy ve fotbale žen do 17 let
Mistrovství Evropy ve fotbale žen do 17 let je každoroční šampionát ženských národních týmů ve věku do 17 let. Soutěž je pořádána organizací UEFA. Nejlepší týmy se taktéž kvalifikují na Mistrovství světa ve fotbale žen do 17 let. 
Šampionát vznikl v roce 2008. Účastníci musí projít dvoufázovou kvalifikací, ze které vzejde 7 týmů, které se připojí k výběru hostující země na finálovém turnaji. Těchto osm týmů jez zařazeno do dvou skupin, ze kterých vždy dva nejlepší postupují do vyřazovací fáze.

## Výsledky jednotlivých ročníků
| Rok          | Hostitel            | Finále                           | Finále                           | Finále                           | O 3. místo                       | O 3. místo                       | O 3. místo                       |
| Rok          | Hostitel            | Vítěz                            | Skóre                            | 2. místo                         | 3. místo                         | Skóre                            | 4. místo                         |
| ------------ | ------------------- | -------------------------------- | -------------------------------- | -------------------------------- | -------------------------------- | -------------------------------- | -------------------------------- |
| 2008 Detaily | Švýcarsko           | Německo                          | 3:0                              | Francie                          | Dánsko                           | 4:1                              | Anglie                           |
| 2009 Detaily | Švýcarsko           | Německo                          | 7:0                              | Španělsko                        | Francie                          | 3:1                              | Norsko                           |
| 2010 Detaily | Švýcarsko           | Španělsko                        | 0:0 pen. 4:1                     | Irsko                            | Německo                          | 3:0                              | Nizozemsko                       |
| 2011 Detaily | Švýcarsko           | Španělsko                        | 1:0                              | Francie                          | Německo                          | 8:2                              | Island                           |
| 2012 Detaily | Švýcarsko           | Německo                          | 1:1 pen. 4:3                     | Francie                          | Dánsko                           | 1:1 pen. 4:3                     | Švýcarsko                        |
| 2013 Detaily | Švýcarsko           | Polsko                           | 1:0                              | Švédsko                          | Španělsko                        | 4:0                              | Belgie                           |
| Rok          | Hostitel            | Finále                           | Finále                           | Finále                           | O 3. místo nebo semifinalisté    | O 3. místo nebo semifinalisté    | O 3. místo nebo semifinalisté    |
| Rok          | Hostitel            | Vítěz                            | Skóre                            | 2. místo                         | 3. místo                         | Skóre                            | 4. místo                         |
| 2014 Detaily | Anglie              | Německo                          | 1:1 pen. 3:1                     | Španělsko                        | Itálie                           | 0:0 pen. 4:3                     | Anglie                           |
| 2015 Detaily | Island              | Španělsko                        | 5:2                              | Švýcarsko                        | Francie a Německo                | Francie a Německo                | Francie a Německo                |
| 2016 Detaily | Bělorusko           | Německo                          | 0:0 pen. 3:2                     | Španělsko                        | Anglie                           | 2:1                              | Norsko                           |
| 2017 Detaily | Česko               | Německo                          | 0:0 pen. 3:1                     | Španělsko                        | Nizozemsko a Norsko              | Nizozemsko a Norsko              | Nizozemsko a Norsko              |
| 2018 Detaily | Litva               | Španělsko                        | 2:0                              | Německo                          | Finsko                           | 2:1                              | Anglie                           |
| 2019 Detaily | Bulharsko           | Německo                          | 1:1 pen. 3:2                     | Nizozemsko                       | Španělsko a Portugalsko          | Španělsko a Portugalsko          | Španělsko a Portugalsko          |
| 2020 Detaily | Švédsko             | Zrušeno kvůli pandemii covidu-19 | Zrušeno kvůli pandemii covidu-19 | Zrušeno kvůli pandemii covidu-19 | Zrušeno kvůli pandemii covidu-19 | Zrušeno kvůli pandemii covidu-19 | Zrušeno kvůli pandemii covidu-19 |
| 2021 Detaily | Faerské ostrovy     | Zrušeno kvůli pandemie covidu-19 | Zrušeno kvůli pandemie covidu-19 | Zrušeno kvůli pandemie covidu-19 | Zrušeno kvůli pandemie covidu-19 | Zrušeno kvůli pandemie covidu-19 | Zrušeno kvůli pandemie covidu-19 |
| 2022 Detaily | Bosna a Hercegovina | Německo                          | 2:2 pen. 3:2                     | Španělsko                        | Francie                          | 2:0                              | Nizozemsko                       |
| 2023 Detaily | Estonsko            | Francie                          | 3:2                              | Španělsko                        | Anglie a Švýcarsko               | Anglie a Švýcarsko               | Anglie a Švýcarsko               |
| 2024 Detaily | Švédsko             | Španělsko                        | 4:0                              | Anglie                           | Polsko                           | 2:2 pen. 4:2                     | Francie                          |
| 2025 Detaily | Faerské ostrovy     |                                  |                                  |                                  |                                  |                                  |                                  |

## Počet vítězství
| Stát        | Vítěz                                              | 2. místo                               | 3. místo       | 4. místo             | Semifinalista |
| ----------- | -------------------------------------------------- | -------------------------------------- | -------------- | -------------------- | ------------- |
| Německo     | 8 (2008, 2009, 2012, 2014, 2016, 2017, 2019, 2022) | 1 (2018)                               | 2 (2010, 2011) |                      | 1 (2015)      |
| Španělsko   | 5 (2010, 2011, 2015, 2018, 2024)                   | 6 (2009, 2014, 2016, 2017, 2022, 2023) | 1 (2013)       |                      | 1 (2019)      |
| Francie     | 1 (2023)                                           | 3 (2008, 2011, 2012)                   | 2 (2009, 2022) | 1 (2024)             | 1 (2015)      |
| Polsko      | 1 (2013)                                           |                                        | 1 (2024)       |                      |               |
| Anglie      |                                                    | 1 (2024)                               | 1 (2016)       | 3 (2008, 2014, 2018) | 1 (2023)      |
| Nizozemsko  |                                                    | 1 (2019)                               |                | 2 (2010, 2022)       | 1 (2017)      |
| Švýcarsko   |                                                    | 1 (2015)                               |                | 1 (2012)             | 1 (2023)      |
| Irsko       |                                                    | 1 (2010)                               |                |                      |               |
| Švédsko     |                                                    | 1 (2013)                               |                |                      |               |
| Dánsko      |                                                    |                                        | 2 (2008, 2012) |                      |               |
| Itálie      |                                                    |                                        | 1 (2014)       |                      |               |
| Finsko      |                                                    |                                        | 1 (2018)       |                      |               |
| Norsko      |                                                    |                                        |                | 2 (2009, 2016)       | 1 (2017)      |
| Island      |                                                    |                                        |                | 1 (2011)             |               |
| Belgie      |                                                    |                                        |                | 1 (2013)             |               |
| Portugalsko |                                                    |                                        |                |                      | 1 (2019)      |